# Altavista
För andra betydelser, se Altavista (olika betydelser).
Altavista var en söktjänst på Internet som lanserades den 15 december 1995 av Digital Equipment Corporation (DEC). Den var under flera år en av de populäraste söktjänsterna. Altavistas popularitet minskade dock i samband med att Googles ökade. I december 2010 annonserade ägarna Yahoo! att man ämnade stänga ner den. Under 2011 började alla sökresultat på Altavista omdirigeras till söktjänsten Yahoo Search. Den 28 juni 2013 meddelade Yahoo! att man skulle stänga ned Altavista den 8 juli 2013.

## Historia
Den ursprungliga idén till Altavista kom från Paul Flaherty på företaget Digital Equipment Corporation i Palo Alto, Kalifornien. Hans idé gällde en sökmotor på webben som effektivt skulle leta upp nya hemsidor och som ständigt skulle kontrollera om länkarna fungerar. Tjänsten skapade han tillsammans med Louis Monier och Michael Burrows, som utvecklade indexeringen och sidan. De gav tjänsten namnet Altavista, vilket betyder “en vy från ovan”.
Altavista skapades från början för att demonstrera processorkraften hos DEC Alpha-datorer, men blev snart den mest populära sökmotorn. I början var den tillgänglig på URL:en www.altavista.digital.com, men senare registrerades domänen altavista.com. Det var den första sökmotorn som hade kapacitet att indexera och söka på en stor del av hela webben och blev en viktig faktor för Internets kraftigt växande popularitet. Det var även den första sökmotorn som kunde söka på fraser och meningar istället för bara på enstaka ord. Den var både snabbare och gav bättre resultat än konkurrenterna och succén var omedelbar med 300 000 sökningar första dagen. Två år senare, 1997, hade antalet dagliga sökningar stigit till 80 miljoner.
Altavista köptes 1999 av Compaq för 75 miljoner amerikanska dollar. De gjorde om sökmotorn till en webbportal som tillhandahöll flera tjänster, bland dem gratis e-post. E-posttjänsten övergavs dock av många användare när de omkring år 2000 tvingades byta e-postadress och senare även betala för den. Altavista betydde mycket för utvecklingen av internet; innan den och liknande söktjänster fanns, fick användare besöka olika länksajter för att hitta andra önskade sajter.
Altavista var den populäraste sökmotorn på webben från dess lansering fram till ungefär 1999, då Google lanserades och istället började dominera marknaden. Sedan 1999 sjönk Altavistas popularitet, bland annat för att man införde reklam och kommersiella tjänster på sidan.
Altavista köptes upp i februari 2003 av Overture Services, varpå sökmotorn i sin tur tog del av Overtures sökindex. I juli samma år tog Yahoo! över Overture och Altavista kom i Yahoos ägo. Den använde då inte längre DEC:s ursprungliga sökmotor.
Den 28 juni 2013 meddelade Yahoo att man skulle stänga ned Altavista den 8 juli 2013.

## Översättning
Altavista erbjöd översättningstjänsten Babel Fish som kan översätta text och webbplatser mellan många språk. I maj 2008 bytte tjänsten namn till Yahoo! Babel Fish.